# 2K22 Toungouska
Pour les articles homonymes, voir Toungouska.
Le 2K22 Toungouska (en russe : Тунгуска) est un système antiaérien mobile soviétique conçu par KBP Instrument Design Bureau et mis en service en 1984. Il dispose de son propre radar et possède 2 canons jumelés 2A42M de 30 mm ainsi que 8 conteneurs lance-missiles sol-air. Il est conçu pour tirer même en mouvement, par tous les temps et dans un environnement de guerre électronique.
Ce système de défense antiaérienne a pour but de remplacer plusieurs systèmes en service dans les divisions mécanisées ou blindées de l'armée russe (SA-6, SA-8, ZSU-23-4).
Il est monté sur le Châssis GM.

## Dénomination
La désignation russe donne plusieurs codes au même véhicule, en fonction des institutions concernées. Dans l’armée, il porte la désignation de 9K22, le GRAU lui donne le code 2K22 ou 2S6. Son surnom Toungouska provient d’une des rivières Toungouska, en Sibérie. Son nom s'inspire de l'événement de la Toungouska  dont l'énergie, équivalente à environ mille fois celle de la bombe nucléaire de Hiroshima trente-sept ans plus tard, a détruit la forêt sur un rayon de vingt kilomètres et fait des dégâts jusqu'à une centaine de kilomètres.
De son côté, l’OTAN lui a attribué la désignation SA-19 Grison.

## Développement
Au cours des années soixante, l’Armée rouge assurait la défense aérienne de ses formations blindées via deux types de véhicules : le ZSU-23-4, armé de canons, et le 9K31 Strela/SA-9 armé de missiles. Aucun des deux n’étant doté de radar d’alerte avancée, celle-ci devait être assurée par un troisième véhicule. L’idée émergea donc de rationaliser le système en fusionnant les trois fonctionnalités dans un seul engin. Une autre raison poussant au changement était que les nouveaux aéronefs d’attaque au sol américains, notamment l’hélicoptère AH-64 Apache et l’avion A-10 Thunderbolt, avaient été conçus pour résister aux projectiles de 23 mm du ZSU-23-4,.
Le développement du système commença le 8 juin 1970 au bureau d'études KBP à Toula. Les études préliminaires furent terminées en 1973 et les premiers prototypes furent livrés en 1976. Le développement ralentit toutefois après cette date, l’apparition du 9K33 Osa ayant réduit l’intérêt pour la nouvelle plateforme. Des débats houleux s’ensuivirent sur la pertinence d’avoir un véhicule uniquement armé de missiles, comme l’Osa, ou un véhicule hybride canons/missiles, comme le Toungouska. Ce dernier obtint finalement gain de cause, le Ministère de la défense ayant considéré que les missiles étaient moins efficaces que les canons contre les aéronefs évoluant à basse altitude.
Les essais du Toungouska commencèrent en septembre 1980 et se prolongèrent jusqu’à la fin de l’année 1981. Un nombre limité de véhicule entra en service en 1984, mais il fallut attendre 1990 pour qu’il soit disponible en nombre suffisant et pleinement opérationnel.

## Histoire opérationnelle
Il a fallu attendre 2008 pour que le Toungouska soit engagé pour la première fois au combat, lors du conflit entre la Russie et la Géorgie.
Depuis 2014, il est également engagé par l’Ukraine dans la guerre du Donbass.
2023, Des images rares de Tunguska russe tirant sur des drones ukrainiens. Vidéo

## Caractéristiques

### Propulsion
Le Toungouska est construit sur la base d’un châssis GM-352, élaboré par MTZ et comportant six roues de route et une suspension hydropneumatique. Il est propulsé par un moteur diesel B46 6 MC à douze cylindres, développant 840 ch. Un soin particulier a été porté à sa résistance aux basses températures, et il est capable de fonctionner à −50 °C.

### Armement et électronique

#### Canons
Le Toungouska est armé de deux canons 2A38 de 30 mm, fabriqués par l’usine Tulamashzavod. Ce choix a été motivé par les études du KBP, qui a déterminé qu’un canon de ce calibre a besoin au moins de trois fois moins d’obus que celui de 23 mm utilisé par le ZSU-23-4 pour abattre la même cible. Par ailleurs, ces canons permettent d’engager des cibles volant à plus haute altitude, à 4 000 m contre 2 000 m auparavant.
Chaque canon peut tirer entre 1950 et 2500 obus par minute, en rafales de 80 à 200, qui atteignent une vitesse de 960 m/s en sortie de bouche.

#### Missiles
Le Toungouska emporte huit missiles sol-air 9M311 en deux blocs de quatre montés de chaque côté de la tourelle. Chaque missile emporte une ogive de 9 kg, constituée de barres métalliques de 600 mm de long et 6 à 9 mm de diamètre soudées autour d’une charge explosive. Lorsque le missile arrive à moins de cinq mètres de la cible, la charge explose, dispersant concentriquement des fragments d’environ 3 g.

#### Systèmes radar
Le Toungouska est équipé de deux radars installés respectivement à l’arrière et à l’avant de la tourelle. Le premier comporte une antenne rotative qui émet en bande E et sert à repérer les cibles dans un premier temps. Le second est un radar monopulse émettant en bande J, qui permet de suivre étroitement les mouvements de la cible verrouillée.

## Variantes
- 2K22
- 2K22M (1986)
- 2K22M1 (1988)
- 2K22M with 57E6

## Utilisateurs
- Biélorussie - Nombre inconnu[9]
- Birmanie - 24, non confirmé
- Inde - 80 unités en service en 2022[9],[10]
- Maroc - 12 systèmes en 2022[11]
- République populaire de Donetsk
- République populaire de Lougansk
- Russie - Plus de 250 2K22M en 2022[9],[10]
- Syrie[9]
- Ukraine - 75 unités en service en 2022[9],[10]
- Yémen - nombre inconnu